# Los Giles
Los Giles är en ort i Mexiko.   Den ligger i kommunen Jonuta och delstaten Tabasco, i den sydöstra delen av landet, 800 km öster om huvudstaden Mexico City. Los Giles ligger 6 meter över havet och antalet invånare är 128.
Terrängen runt Los Giles är mycket platt. Runt Los Giles är det glesbefolkat, med 20 invånare per kvadratkilometer. Närmaste större samhälle är Catazajá, 19,1 km söder om Los Giles. Omgivningarna runt Los Giles är en mosaik av jordbruksmark och naturlig växtlighet.